# Adak (Alaska)

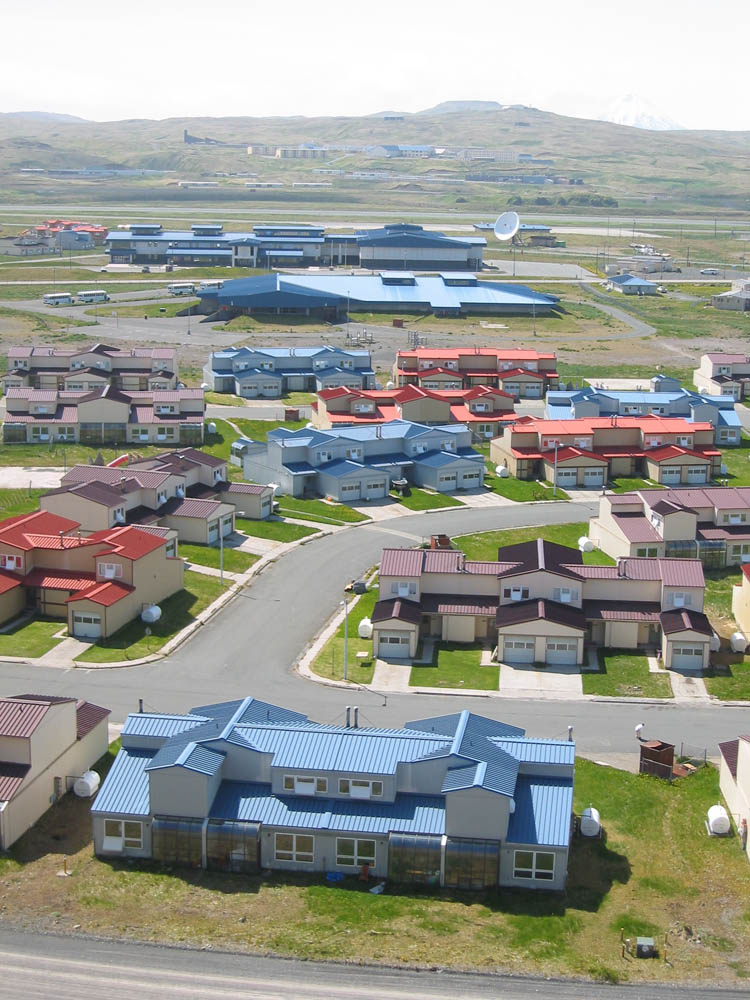

Adak is een plaats (census-designated place) in de Amerikaanse staat Alaska, en valt bestuurlijk gezien onder Aleutians West Census Area. De plaats ligt op het gelijknamige eiland Adak Island.

## Demografie
Bij de volkstelling in 2000 werd het aantal inwoners vastgesteld op 316.

## Geografie
Volgens het United States Census Bureau beslaat de plaats een oppervlakte van
329,7 km², waarvan 316,9 km² land en 12,8 km² water.

## National Historic Landmark
- Adak Army Base and Adak Naval Operating Base, sinds 1987

## Plaatsen in de nabije omgeving
De onderstaande figuur toont nabijgelegen plaatsen in een straal van 260 km rond Adak.